# Argonáuticas (Apolonio de Rodas)

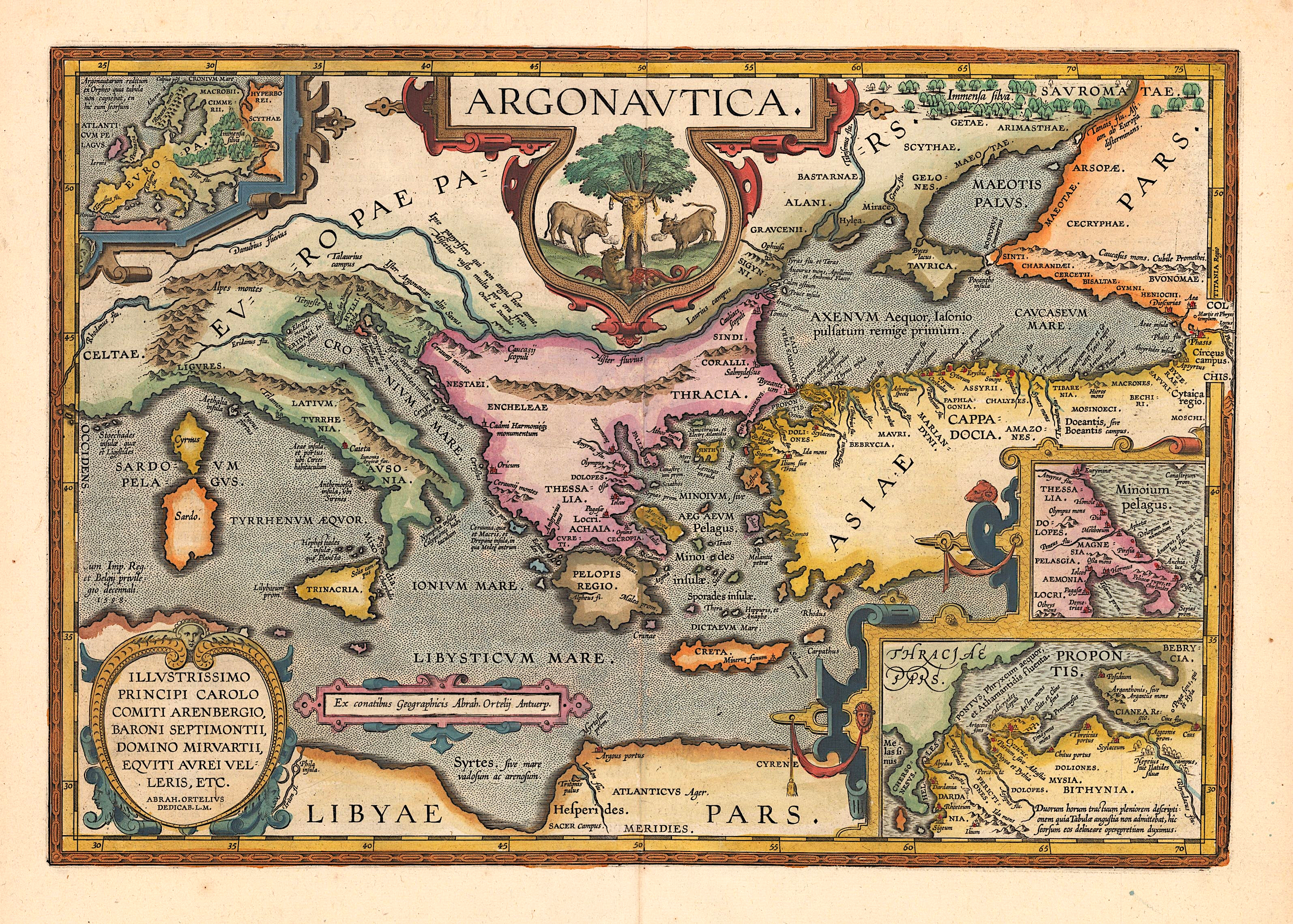
Mapa de 1624 que muestra el viaje descrito en la obra de Apolonio.

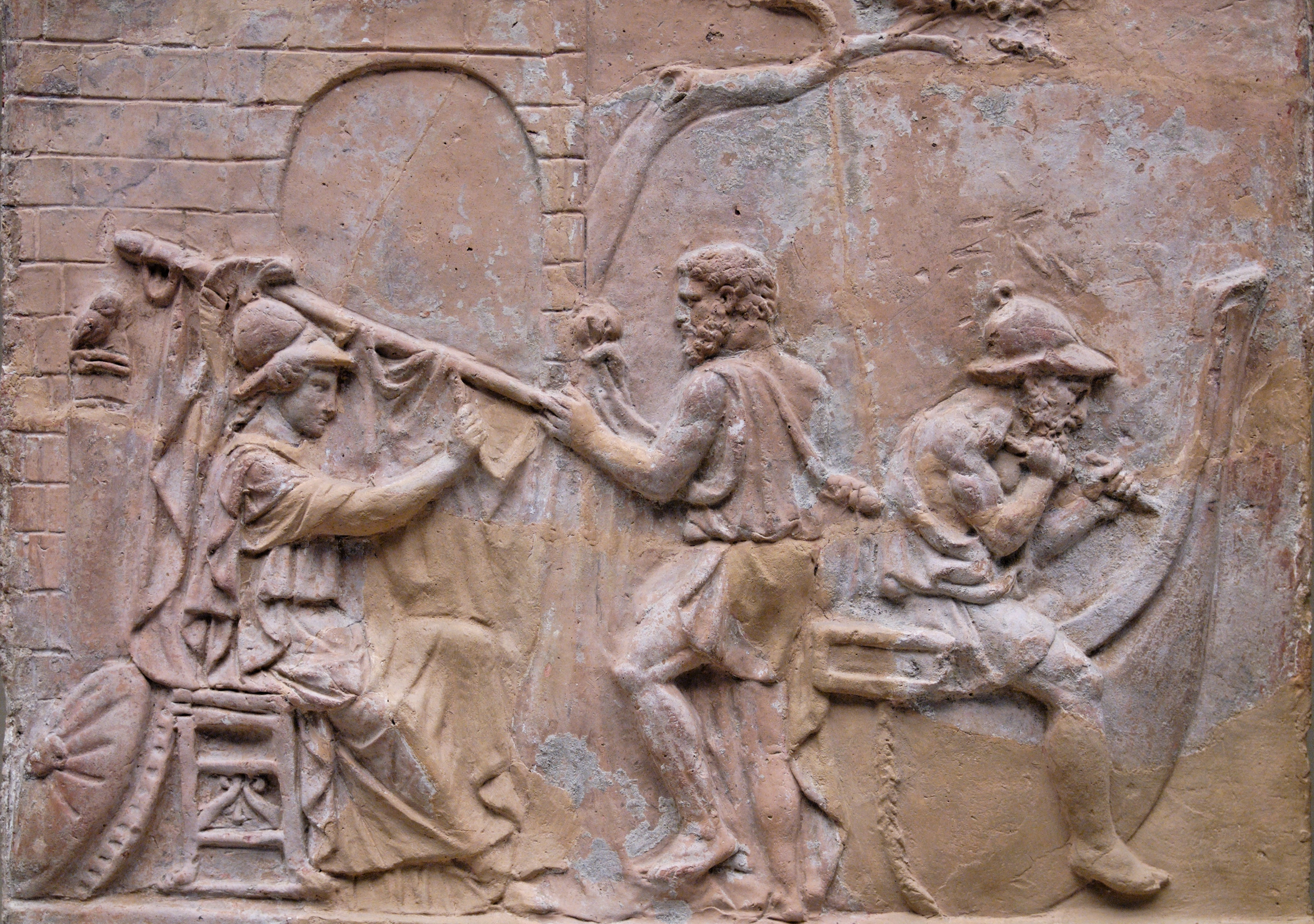
Construcción de la nave Argo.

Las Argonáuticas (Αργοναυτικά) es la obra más importante de Apolonio de Rodas que nos ha llegado. Es una epopeya que trata sobre la historia de Jasón y los argonautas, y narra en cuatro libros el viaje de la nave Argo hasta el norte de la Cólquide a través de la Propóntide y del mar Negro (libros I–II), la obtención, con la ayuda de Medea, del vellocino de oro (libro III), y el regreso a Yolco, en Tesalia, a través del Danubio, el Po, el Mediterráneo y el norte de África (libro IV).
Es la única obra épica anterior a la Eneida de Virgilio que podría compararse con la de Homero en tamaño y extensión, y la primera epopeya que concede un lugar importante al amor de Medea por Jasón. 
Una tradición tardía, y probablemente falsa, habla del enfrentamiento de Apolonio de Rodas con Calímaco, lo que viene a representar el resultado de la enconada controversia que había entre los escritores de largas obras épicas y los autores de poemas cortos muy elaborados.